# International Lawn Tennis Challenge 1900

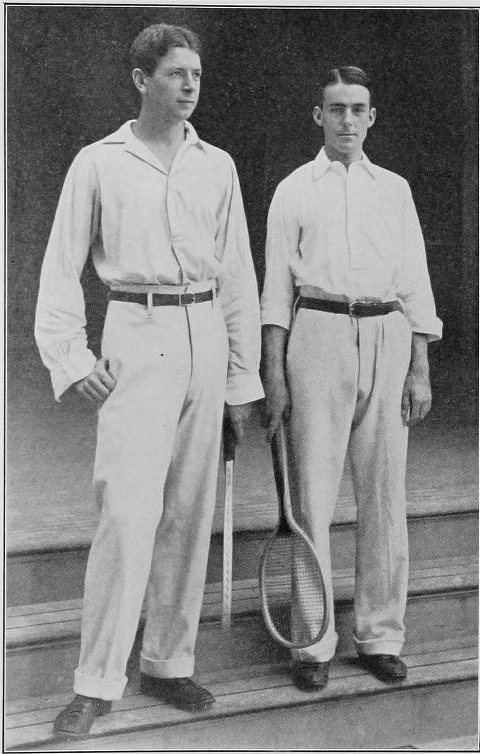
Dwight Filley Davis und Holcombe Ward gewannen das Doppel für die USA.

Die erste Auflage der International Lawn Tennis Challenge, des heutigen Davis Cups, fand 1900 statt. Der Wettbewerb wurde von Dwight Filley Davis und Kommilitonen von der Harvard University initiiert. Davis finanzierte um 750 $ aus eigenen Mitteln einen Silberpokal mit 13 Zoll Höhe und 18 Zoll Durchmesser und schrieb im Februar 1900 die erste International Lawn Tennis Challenge aus, welche von den Britischen Inseln angenommen wurde. Die beiden Mannschaften traten im August 1900 in einem von Davis vorgeschlagenen Modus gegeneinander an: am ersten und dritten Tag sollten jeweils zwei Einzelspiele ausgetragen werden, am zweiten Tag sollte eine Doppelbegegnung stattfinden. Gewonnen hatte das Team, welches mindestens drei Spiele für sich entscheiden konnte. Die USA konnten sich dabei gegen die als weltbeste Tennisnation angesehenen Briten behaupten, und den Bewerb für sich entscheiden.

## Teilnehmer
Mannschaften der folgenden beiden Länder nahmen an der Erstauflage des Turniers teil:
| - USA | - Britische Inseln |

## Ergebnis
Aufgrund von Regen wurden die beiden letzten (und bereits bedeutungslosen) Einzelspiele abgebrochen bzw. fanden nicht statt.
| USA                                                                                | Finale | Britische Inseln                                                        |
| ---------------------------------------------------------------------------------- | --- | ----------------------------------------------------------------------- |
| Team Holcombe Ward Malcolm Whitman Dwight Filley Davis Kapitän Dwight Filley Davis | Datum: 8. bis 10. August 1900 Ort: Longwood Cricket Club, Chestnut Hill (USA) Belag: Rasen \| Dwight Filley Davis \| 4:6, 6:2, 6:4, 6:4 \| Ernest Black \| \| Malcolm Whitman \| 6:1, 6:3, 6:2 \| Arthur Gore \| \| Dwight Filley Davis Holcombe Ward \| 6:4, 6:4, 6:4 \| Ernest Black Herbert Roper Barrett \| \| Dwight Filley Davis \| 9:7, 9:9, abgebrochen \| Arthur Gore \| Resultat: 3:0 | Team Ernest Black Arthur Gore Herbert Roper Barrett Kapitän Arthur Gore |
| Dwight Filley Davis                                                                | 4:6, 6:2, 6:4, 6:4 | Ernest Black                                                            |
| Malcolm Whitman                                                                    | 6:1, 6:3, 6:2 | Arthur Gore                                                             |
| Dwight Filley Davis Holcombe Ward                                                  | 6:4, 6:4, 6:4 | Ernest Black Herbert Roper Barrett                                      |
| Dwight Filley Davis                                                                | 9:7, 9:9, abgebrochen | Arthur Gore                                                             |